# 1994 YF2
1994 YF2 är en asteroid i huvudbältet som upptäcktes den 30 december 1994 av de båda japanska astronomerna Seiji Ueda och Hiroshi Kaneda i Kushiro.
Asteroiden har en diameter på ungefär 4 kilometer.